# Kollafjørður
Kollafjørður is een dorp dat behoort tot de gemeente Tórshavnar kommuna in het oosten van het eiland Streymoy op de Faeröer. Kollafjørður heeft 793 inwoners (2012). De postcode is FO 410. Kollafjørður ligt aan het gelijknamige fjord.

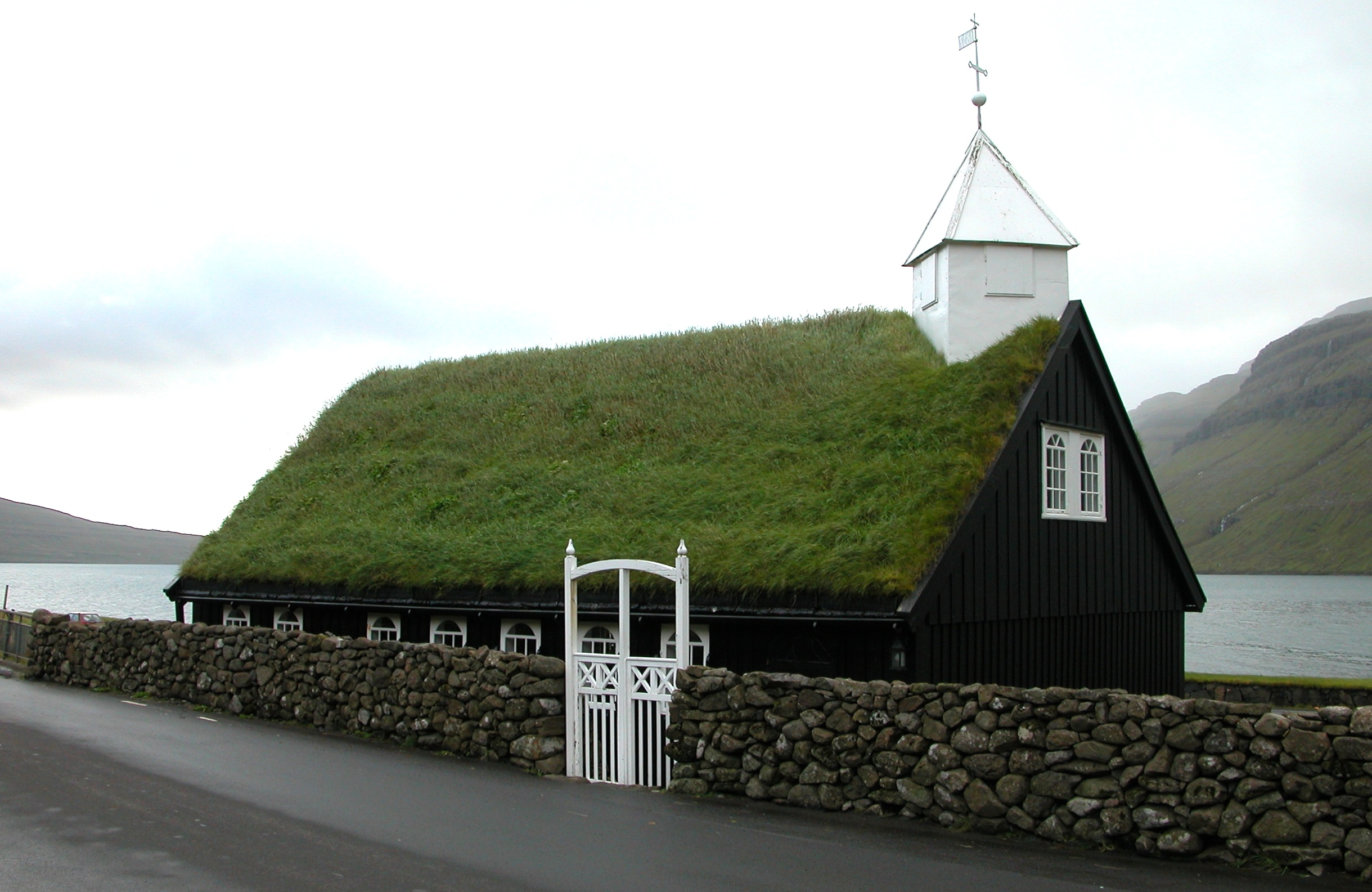
Kerkje van Kollafjørður

## Algemeen
Het dorp volgt de kustlijn van het gelijknamige fjord en strekt zich uit over zo'n 8 kilometer lengte. 
Het dorp is centraal gelegen op de Faeröer en wordt omringd door enkele bergen waarover gewandeld kan worden.
Voor Faeröerse begrippen is het een middelgroot dorp, dat ondanks de geringe grootte, aardig wat bedrijvigheid bevat. 
Het fjord bevat een containerterminal en een grote kade waarop een zalmfabriek (zal naar verwachting eind 2016 sluiten), een (pelagische-) visfabriek, een vrieshuis, een vervoersbedrijf en een glas-/kozijnenmakerij gesitueerd zijn. 
Verder is er het karakteristieke kerkje dat dateert uit 1837 (en nog steeds in gebruik is), een (plezier)jachthaven, een grote sporthal (+/- 1.700 man capaciteit) voor o.a. de KÍF handbal- & Volleybalvereniging, een roeivereniging, een klein zwembad, een supermarkt, een eetcafé/restaurant, een houthandel, een fietsenwinkel en een kapsalon. 
Dankzij de ligging van het fjord is er geen tot weinig deining. Het water is er diep, aan de Quay side 8 tot 14 meter en op het diepste punt zo'n 40 meter. Hierdoor kunnen grote schepen aanmeren en wordt het fjord wordt ook regelmatig aangedaan door cruiseschepen in het zomerseizoen.
De ferry (Smyril Line) tussen Denemarken-de Faeröereilanden-IJsland schuilt ook in Kollafjørður als de haven van Tórshavn te onstuimig is. 
Handbal is erg populair. Handbalvereniging KÍF uit Kollafjørður staat al jaren in de top drie van de Faeröereilanden en heeft een grote, zo niet de grootste, aanhang. Het seizoen van 2013/2014 waren zij landskampioen en behaalden zij de 2e plaats in de Cup Final.

## De Bankroof van Kollafjørður
In januari 1985 werd er een bankroof gepleegd in Kollafjørður. Het was de eerste en tot nu toe enige keer dat dit gebeurde op de Faeröer.
De daders waren vlot gepakt. 1 van de daders woont nog steeds in het dorp.